# 李小江
李小江（1951年—2025年2月12日），出生于江西九江，著名妇女研究和性别研究学者，是中国妇女学的拓荒者和学科带头人。她曾在多所大学担任教授职位，并著有多本妇女研究著作。